# Prostitution en Lettonie
La prostitution en Lettonie est légale et réglementée. Le pays est une destination pour le tourisme sexuel.
Le trafic sexuel, la prostitution enfantine et le VIH sont tous des problèmes en Lettonie.
La Lettonie est l'un des rares pays de l'ex-URSS à légaliser la prostitution (avec l'Estonie, le Kazakhstan, le Kirghizistan et le Tadjikistan) et le seul à la réglementer.

## Situation juridique
Légalement, la prostitution en Lettonie est régie par le «Règlement concernant la restriction de la prostitution» publié par le Conseil des ministres,. Une loi sur la restriction de la prostitution est en cours d'élaboration en 2020.
Les prostituées doivent avoir atteint l'âge de la majorité, qui est de 18 ans en Lettonie. Une prostituée peut ne pas fournir de services lorsqu'elle souffre d'herpès, de dermatophytose, de poux du pubis, d'infection gonococcique, de chlamydia, de gale, de lèpre ou de syphilis. Une personne infectée par le VIH n'a pas le droit de fournir des services sexuels.
Bien que la prostitution soit réglementée en Lettonie, les bordels et autres formes de proxénétisme sont illégaux. Il est interdit aux personnes de se joindre à des groupes pour offrir et fournir des services sexuels contre rémunération ou pour recevoir des commandes de services sexuels. Les gestionnaires des établissements de divertissement et de loisirs doivent veiller à ce que les services sexuels à titre onéreux ne soient pas offerts, fournis et reçus dans leurs établissements.
Selon la loi, «toute activité de la tierce personne qui promeut la prostitution est interdite» et «il est interdit aux personnes de se joindre à des groupes pour offrir et fournir des services sexuels... ". Les prostituées ne peuvent opérer que dans une résidence louée ou leur appartenant. Cependant, ils peuvent ne pas fournir de services si les voisins s'y opposent. De plus, la résidence ne peut être à moins de cent mètres d'une école ou d'une église. Toute violation des restrictions à la prostitution est sanctionnée par une amende d'un montant allant jusqu'à 350–700 euros pour une personne et 700–1400 euros pour une entreprise.
L'ancienne secrétaire parlementaire du ministère de l'Intérieur Evika Siliņa explique que la complexité des questions et les divergences d'opinions rendent les discussions compliquées. La dirigeante du Centre de ressources pour les femmes Marta Iluta Lāce dit que ce sont les exploiteurs qui devraient être mis en cause en premier lieu.

### Histoire
Avant 2015, il était obligatoire pour les prostituées de recevoir une carte de santé d'un vénéréologue et de se soumettre à un bilan de santé tous les mois, et de pouvoir produire la carte de santé à la demande du client,. Le changement a été mis en œuvre en raison de la résolution du Parlement européen et de la Convention des Nations unies qui interdit l'enregistrement des travailleuses du sexe.
Le 28 juillet 2015, le Conseil des ministres s'est fixé comme objectif de rédiger un projet de loi sur les restrictions de la prostitution jusqu'au 1er janvier 2017. Le 1er septembre, un groupe de travail interinstitutionnel a été formé pour travailler sur le projet de loi. Le 7 février 2017, le gouvernement a prolongé le délai jusqu'au 1er septembre. Le projet de loi a été remis au Cabinet des ministres le 7 septembre avec de nombreuses objections et son élaboration a été prolongée jusqu'au 1er juin 2018. Les modifications devaient initialement entrer en vigueur le 1er janvier 2020. L'une des orientations proposées était d'établir la prostitution comme une profession à revenu imposable, mais cette proposition a été rejetée. La loi devrait porter à 25 ans la limite d'âge tant pour le travailleur que pour le client.

## Tourisme sexuel
Le pays est une destination pour le tourisme sexuel,,. La capitale, Riga, est une destination commune pour les enterrements de vie de garçon à la recherche d'un «bon moment».

### Acheter Bye Beauty
Buy Bye Beauty est un film documentaire de 2001 du réalisateur et artiste de performance suédois Pål Hollender. Le film raconte comment l'industrie du sexe lettone est alimentée par des hommes d'affaires et des touristes sexuels suédois visitant Riga. Le film a été tourné à Riga en juillet 2000.
Le président letton Vaira Vīķe-Freiberga l'a dénoncé comme étant de la "propagande politique" et le Premier ministre Andris Bērziņš a suggéré qu'une action pénale internationale pourrait être engagée contre les réalisateurs du film.
Hollender a affirmé que certains policiers travaillaient comme proxénètes à temps partiel et que la police était généralement corrompue. Il a également affirmé qu'il y avait entre 15 000 et 18 000 prostituées à Riga. Les chiffres officiels se situaient à l'époque entre 3 000 et 4 000 dans le pays et 80% à Riga.

## VIH
La Lettonie a l'un des taux de prévalence du VIH les plus élevés de l'Union européenne. Les travailleurs du sexe sont l'un des groupes à haut risque. Le BORDERNET de l'UE a estimé une prévalence du VIH à 22,2% parmi les professionnel(le)s du sexe en 2016.

## Trafic sexuel
La Lettonie est un pays d'origine soumis au trafic sexuel, y compris le trafic d'enfants. Les femmes et les filles lettones sont victimes de trafic sexuel en Lettonie et dans d'autres régions d'Europe. Les agences gouvernementales notent une augmentation des cas de trafic sexuel d'enfants au cours des dernières années. Les femmes lettones recrutées pour des mariages forcés en Europe occidentale, en particulier en Irlande, sont vulnérables au trafic sexuel. Une recherche publiée en 2007 par le Riga Christian Street Children Centre a conclu que l'exploitation sexuelle des enfants était un problème urgent en Lettonie et que la prostitution des adolescents était l'une des formes d'exploitation les plus répandues.
Les articles 154-1 et 154-2 de sa loi pénale interdisent toutes les formes de trafic et prescrivent une peine maximale pouvant aller jusqu'à 15 ans d'emprisonnement. Les crimes de traite pourraient être inculpés en vertu de l'article 164, qui criminalise l'exploitation de la vulnérabilité des individus ou l'utilisation de la tromperie pour les impliquer dans la prostitution - un scénario très similaire au trafic sexuel - mais prescrit des sanctions aussi clémentes que le travail d'intérêt général ou une amende. Une unité de police d'État de 20 agents est spécialisée dans les enquêtes sur la traite, les mariages simulés et les crimes connexes.
Le gouvernement a engagé des poursuites contre 11 suspects de trafic sexuel en vertu de l'article 154 1 en 2016 (huit en 2015). Les tribunaux ont condamné quatre trafiquants en vertu de l'article 154-1; tous ont été condamnés à des peines avec sursis, sans peine de prison. Les tribunaux ont conclu une affaire de 2011 impliquant un policier accusé d'avoir facilité le proxénétisme et l'acceptation de pots-de-vin; il a été condamné à quatre ans de prison. Une affaire de 2014 impliquant deux policiers de Riga accusés d'avoir facilité le proxénétisme était toujours en cours d'enquête préliminaire à la fin de la période considérée.
Le Bureau de surveillance et de lutte contre la traite des personnes du département d'État des États-Unis classe la Lettonie comme un pays de « niveau 2 ».